# Mlaștina după Luncă
Mlaștina după Luncă este o arie protejată (arie specială de conservare — SAC, sit de importanță comunitară — SCI) din România, desemnată în scopul protejării biodiversității și menținerii într-o stare de conservare favorabilă a florei spontane și faunei sălbatice, precum și a habitatelor naturale de interes comunitar aflate în arealul zonei de protecție. Aceasta se întinde pe o suprafață de 428,5 ha, integral pe uscat.

## Localizare
Aria naturală se află în partea centrală a județului Harghita, pe teritorile administrative ale comunelor Suseni și Voșlăbeni (la confuența Mureșului cu văile Râului Senetea și pârâului „Ponc”), în imediata apropiere de drumul național DN12, care leagă municipiul Miercurea Ciuc de Gheorgheni. Centrul sitului Mlaștina după Luncă este situat la coordonatele 46°37′54″N 25°36′18″E / 46.631714°N 25.605047°E.

## Înființare
Situl Mlaștina după Luncă (ROSCI0113) a fost declarat sit de importanță comunitară în decembrie 2007 pentru a proteja 1 specie de plante și 7 specii de animale. Situl a fost protejat și ca arie specială de conservare în mai 2022. Acesta include rezervația naturală Mlaștina După Luncă.

## Biodiversitate
Situată în ecoregiunea alpină, aria protejată conține 4 habitate naturale: Fânețe de joasă altitudine (Alopecurus pratensis, Sanguisorba officinalis), Mlaștini alcaline, Mlaștini împădurite, Pajiști cu Molinia pe soluri calcaroase, turboase sau argilos-nămoloase (Molinion caeruleae).
La baza desemnării sitului se află mai multe specii protejate:
- plante (1): curechi de munte (Ligularia sibirica)
- amfibieni (4): izvoraș-cu-burta-galbenă (Bombina variegata), triton cu creastă (Triturus cristatus), salamandra carpatică (Triturus montandoni), tritonul comun transilvănean (Triturus vulgaris ampelensis)
- mamifere (3): vidră de râu (Lutra lutra), liliac cu urechi de șoarece (Myotis blythii), liliac comun (Myotis myotis)

Pe lângă speciile protejate, pe teritoriul sitului au mai fost identificate 1 specie de mamifere.